# ГАЗ-75
ГАЗ-75 — дослідна радянська протитанкова САУ. Розроблена в конструкторському бюро Горьківського автомобільного заводу. Серійно не випускали.

## Історія створення
Через низьку ефективність 76-мм танкових гармат ЗІС-3 при боротьбі з німецькими танками типу «Тигр» і «Пантера» був прийнятий комплекс заходів зі створення нових самохідних артилерійських установок з 85-мм гарматою, а також зі встановлення цієї гармати в танк Т-34. Одним з варіантів була самохідна артилерійська установка ГАЗ-75. Роботи над нею велися в конструкторському бюро Горьківського автомобільного заводу під керівництвом М. О. Астрова. В 1943 році завершено розробку, а в 1944 році виготовлено й відправлено на випробування дослідний зразок. За результатами випробувань роботи щодо ГАЗ-75 припинили. Основною причиною відмови від конструкції ГАЗ-75 були різкі і неприпустимі переміщення машини при стрільбі в зоні від 10 до 15° за азимутом.

## Опис конструкції
СПТП ГАЗ-75 створювалася на базі дослідної САУ СУ-74Д із застосуванням ряду вузлів і агрегатів легкого танка Т-70.

### Броньовий корпус
Броньовий корпус закритого типу, зварений зі сталевих катаних листів. Броня забезпечувала протиснарядний захист внаслідок встановлення лобового листа товщиною 82 мм. В передній і середній частині корпусу розміщувалися поєднані відділення управління та бойове відділення. У задній частині знаходився моторно-трансмісійний відсік. Механік-водій і командир машини розташовувалися праворуч від гармати, зліва перебували навідник і заряджальний. Над місцем командира перебувала спеціальна башточка в обертовій кришці люка. По лівому борту знаходився люк з броньовою кришкою для завантаження боєприпасів. В даху і лівому борту корпусу були амбразури з броньовими накривками (кришками) для стрільби екіпажу з особистої зброї.

### Озброєння
В якості основного озброєння використовувалася танкова гармата Д-5С-85А. Початкова швидкість бронебійного снаряда становила 800 м/с. Дальність прямого пострілу становила 1030 м. Боєкомплект — 42 пострілу. Додатково були 2 пістолета-кулемета ППШ з боєкомплектом 1065 патронів, а також 15 гранат Ф-1.

### Засоби спостереження і зв'язку
В командирській башточці встановлювався телескопічний оглядовий прилад. Місце механіка-водія також було обладнано аналогічними приладами спостереження. У похідному положенні механік-водій орієнтувався по приладу встановленим на даху рубки, а у бойовому положенні — через прилад в кришці люка. Наведення гармати виконувалося за допомогою телескопічного прицілу ТШ-15 і гарматної панорами.

### Двигун і трансмісія
В якості силової установки були використані два послідовно спарених карбюраторних двигуна ГАЗ-80, кожний потужністю 85 к. с.. Вузли і агрегати трансмісії запозичувалися у легкого танка Т-70.

### Ходова частина
Ходова частина ГАЗ-75 складалася з 6 опорних катків з кожної сторони і гусеничного рушія. Замість підтримувальних котків використовувалися спеціальні полози. На задніх опорних ковзанках встановлювався стабілізатор для запобігання присідання машини при стрільбі. Стабілізатор приводився в дію за допомогою соленоїда одночасно з натисканням на кнопку електроспуску гармати. Крім того, на задніх ковзанках разом з гумовими бандажами встановлювалися спеціальні зубчасті вінці для постійного зачеплення з гусеницями. При пострілі відбувалося гальмування вінців і стопоріння задніх котків, що перешкоджає відкоту машини.

## Машини на базі
- СУ-85А — дослідна самохідна протитанкова гармата
- СУ-85Б — дослідна самохідна протитанкова гармата